# Theodor Löcker
Theodor „Theo“  Löcker (geb. 2003 in Wien) ist ein österreichischer Politiker und seit dem 10. Juni 2025 Landtagsabgeordneter und Gemeinderat im Wiener Rathaus.
Der 21-Jährige kandidierte auf Platz 7 der Landesliste der Wiener Grünen. Zuvor war Löcker Bezirksrat in Wien-Alsergrund.
Theo Löcker studiert Geschichte an der Universität Wien.